# کومونار (باشقیرستان)
کومونار (انگلیسی: Kommunar, Republic of Bashkortostan) یک شهرک در شهرستان ایگلینسکی استان باشقیرستان کشور روسیه است.